# Аррибас, Алехандро
Алеха́ндро Арри́бас Гарри́до (исп. Alejandro Arribas Garrido; род. 1 мая 1989, Мадрид) — испанский футболист, центральный защитник мексиканского клуба «Хуарес».

## Карьера
В 2008 году стал футболистом «Райо Вальекано Б». Отыграл в команде первую половину сезона 2008/09, после чего на правах аренды перешёл в клуб «Навалькарнеро». В составе команды дебютировал в Сегунде Б. По окончании сезона вернулся в «Райо Вальекано Б», где стал игроком стартового состава и помог команде выйти в Сегунду Б.
В том же сезоне 2009/10 Аррибас сыграл первый матч за основную команду «Райо Вальекано», выйдя на замену во встрече с «Леванте». Начиная с сезона 2010/11, стал игроком основного состава «Райо». По итогам чемпионата «Райо Вальекано» заняла 2-е место и вернулась в Примеру. В дебютном сезоне в Примере Аррибас провёл 34 матча и забил 1 мяч.
Летом 2012 год перешёл в «Осасуну», подписав контракт на 3 года. В 2014 году Аррибас вновь сменил клуб, перейдя в «Севилью». Летом 2015 года Аррибас перешёл в «Депортиво Ла-Корунья».

## Достижения
Севилья
- Победитель Лиги Европы УЕФА: 2014/15